# Trireem

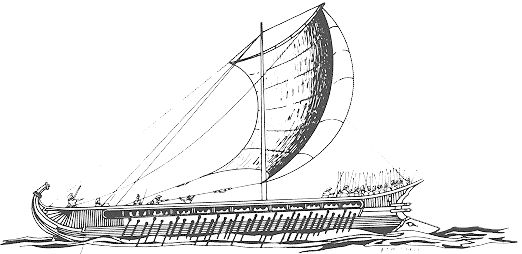
Griekse trireem

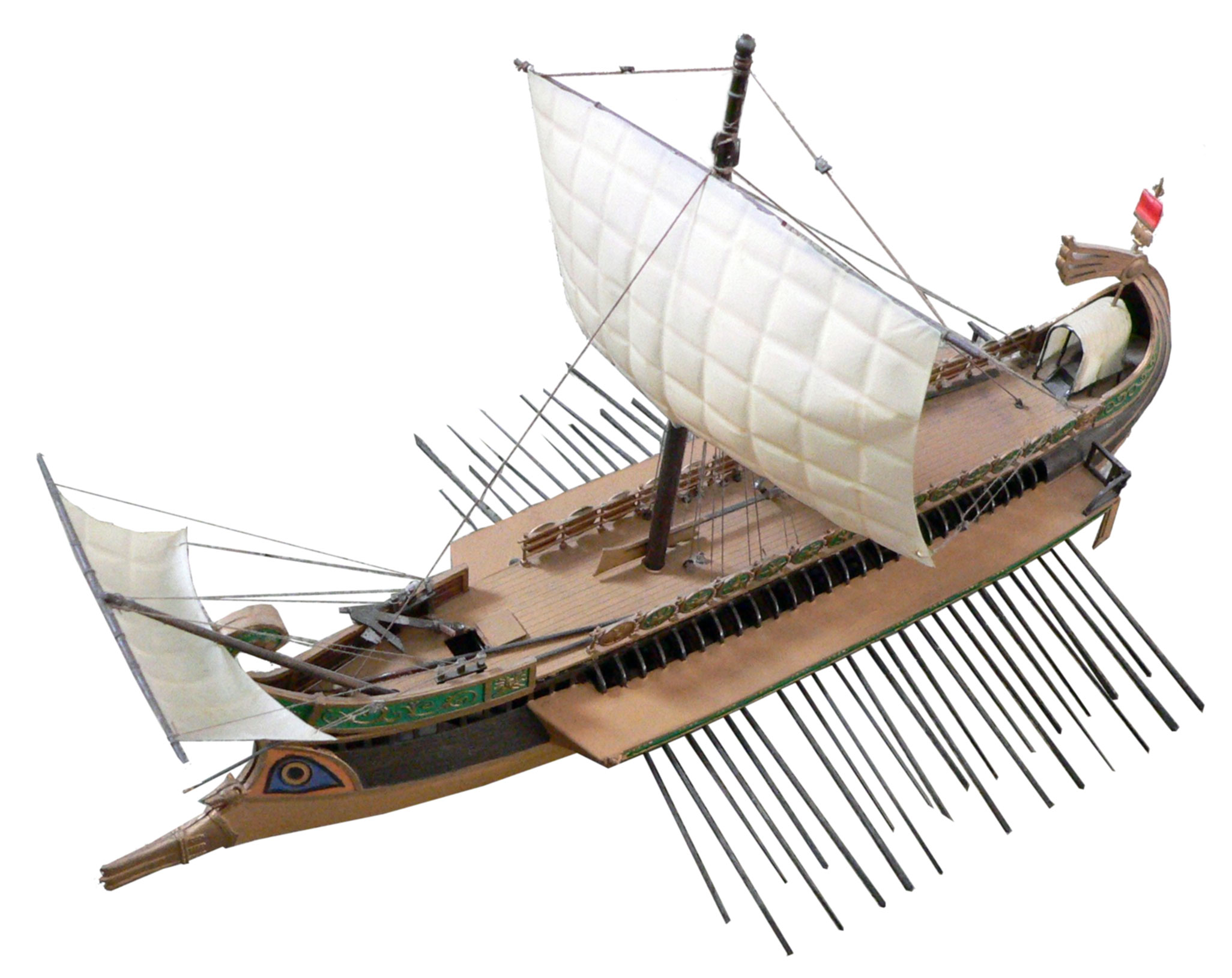
Romeinse trireem

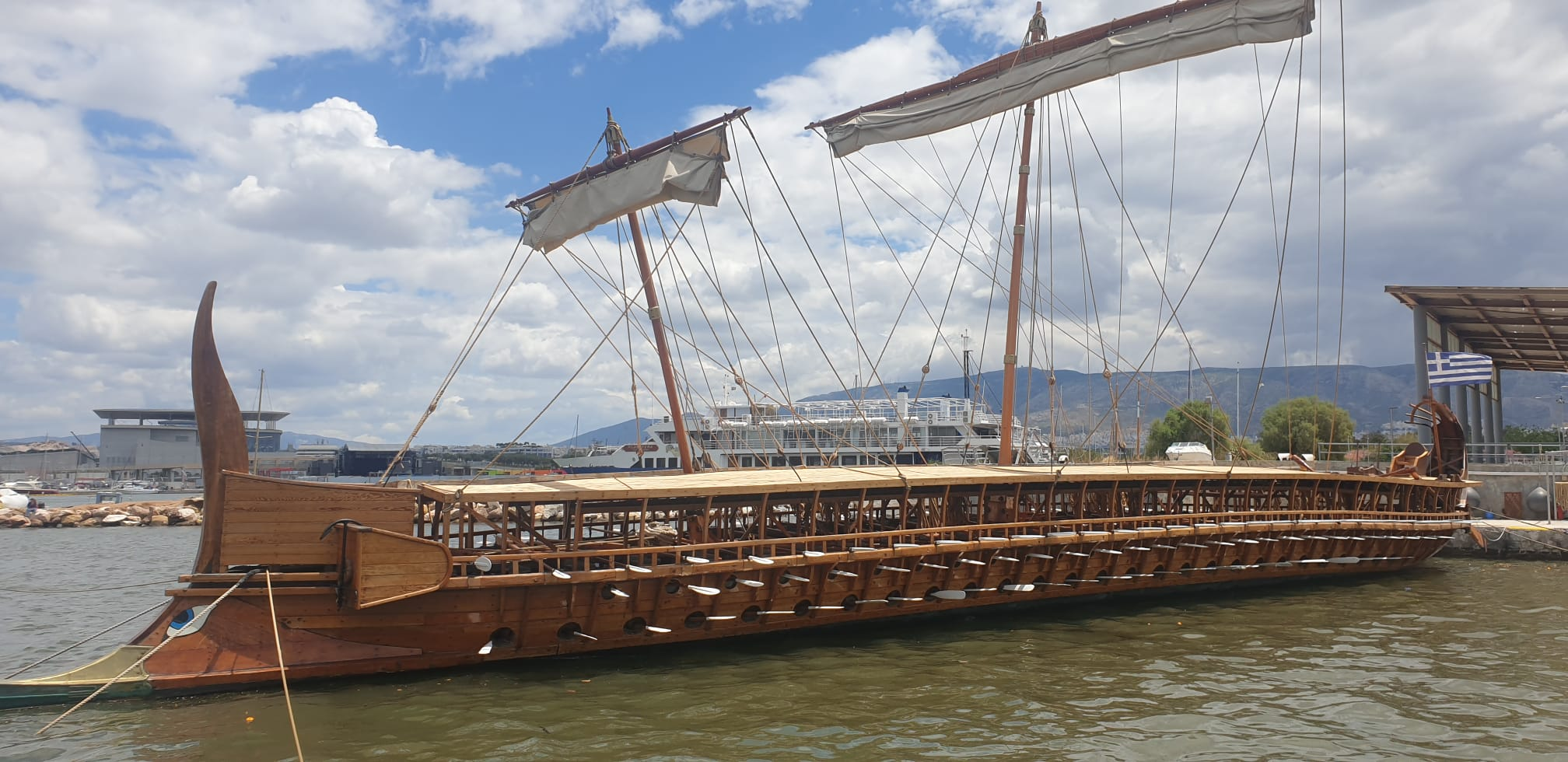
Olympias in Athene

Een trireem, bireem of triëre, Grieks: τριήρης trièrès, Latijn triremis, drieriemer, is een met roeiriemen door roeiers voortbewogen oorlogsschip uit de klassieke oudheid, dus een galei. De namen bireem en trireem slaan op het aantal doften waarop de roeiers zaten, dus het aantal rijen roeiriemen: twee en drie.
De boot werd veel gebruikt door de Feniciërs en de Romeinen. Maar zijn strategische betekenis werd vooral bekend vanwege de Slag bij Salamis waarbij een vloot Griekse triremen een machtigere Perzische vloot oorlogsschepen vernietigend versloeg. Dit soort oorlogsschip kan men vergelijken met een drijvend fort.
Er zijn geen wrakken van triremen bekend en de kennis over dit type vaartuig is afkomstig van tekeningen en beschrijvingen door antieke auteurs. De grootte van de triremen kan worden afgeleid uit de grootte van de dokken van Zea in Piraeus.

## Geschiedenis
De eerste triremen waren koopvaardijschepen en hadden een geringe laadcapaciteit. Ze hadden een ramsteven, maar hun militaire bruikbaarheid bleef beperkt tot het rammen van een ander schip. Dit was riskant, omdat de eerste types triremen niet zo schokbestendig waren.

### Alexander de Grote
Toen Alexander de Grote de Hellenistische rebellen had verslagen, wijzigde hij de Griekse variant en creëerde een nieuwe variant, de bireem. Dit type was groter en had ruimte voor soldaten, voornamelijk boogschutters, waarmee het schip in zeeslagen bruikbaarder werd.

### Carthagers
De trireem raakte na de dood van Alexander de Grote korte tijd in onbruik, maar de Carthagers of Puniërs hadden een nieuw type koopvaardijschip nodig en namen als voorbeeld het enige niet-barbaarse type, de bireem, waarmee zij hun handelsroutes gingen bevaren. Zij vergrootten later onder invloed van de Romeinen de bireem aanzienlijk: genoeg om ermee handel te kunnen drijven, terwijl boogschutters als escorte meevoeren. De Romeinen die niets wisten van de originele trireem, hebben het trireem genoemd. Hiermee kwam de trireem terug onder een andere naam en is het een van de meest gebruikte schepen geworden uit de klassieke oudheid. De trireem raakte met de komst van de decere, quinquereem en de corvus quinquireem in onbruik.
De triremen hadden een ramsteven, de sneb. Deze was eerst van hout en later van geklonken ijzer, om vijandelijke schepen mee te rammen. De galeislaven werden tijdens de zeeslag geketend aan hun roeibanken, wat betekende dat ze niet konden ontsnappen tijdens de strijd, dus verdronken als het werd geramd. De Romeinen gebruikten enterloopplanken die, vanuit een centrale houten toren, aan bakboord en aan stuurboord een, op het vijandelijke dek werden neergelaten. De enterloopplanken hadden op het uiteinde een ijzeren pin, de corvus, die het dek van het geënterde schip doorboorde. Daarmee werd het nog altijd gevaarlijke rammen overbodig en kreeg de bemanning gemakkelijker toegang tot het vijandelijke schip.

## Musea
Er zijn nagebouwde exemplaren van de trireem en de bireem te zien in historische musea.

### Olympias
Tussen 1985 en 1987 werd een werkende replica van een trireem gebouwd volgens de plannen van classicus John Morrison en militair scheepsarchitect John Coates. Het schip werd gebouwd in de marinewerf van de Griekse marine bij Poros. De Olympias is 37 m lang en 5,5 m breed en heeft plaats voor 170 roeiers op drie rijen aan weerszijden van het schip. Bij testen werd een gemiddelde snelheid van vijf knopen en een topsnelheid van negen knopen gehaald tijdens het roeien en een gemiddelde snelheid van tien knopen onder zeil.